# NGC 1212
NGC 1212 je galaksija u zviježđu Perzej.

## Vanjske poveznice
- SEDS: NGC 1212